# Franc Gartner
Franc Gartner, slovenski kolesar, * 29. marec 1906, Železniki, Kranjska, Avstro-Ogrska, † 26. julij 1992, Ljubljana.
Gartner je za Kraljevino Jugoslavijo nastopil na Poletnih olimpijskih igrah 1936 v Berlinu, kjer je nastopil v individualni in ekipni konkurenci. Leta 1937 je bil tretji na Dirki po Hrvaški in Sloveniji. V letih 1933 in 1936 je osvojil tretje mesto na državnem prvenstvu Jugoslavije v cestni dirki.